# Pterostichus permundus
Pterostichus permundus es una especie de escarabajo terrestre del género Pterostichus, categorizada en la tribu Pterostichini, de la subfamilia Harpalinae. Fue descrita por Say en 1830.

## Distribución
Se distribuye por América del Norte: Estados Unidos.